# The Burning World (Album)
The Burning World ist das sechste Studioalbum der US-amerikanischen Band Swans. Es erschien 1989 auf dem Label Uni/MCA Records.

## Entstehungsgeschichte und Musikstil
Nach dem kommerziellen Erfolg der Joy-Division-Coverversion Love Will Tear Us Apart wurde das Major-Label MCA auf die bislang bei Independent-Labels erschienenen Swans aufmerksam. Für die Produktion von The Burning World wurde Bandleader Michael Gira der Musiker Bill Laswell als Produzent zur Seite gestellt.
Mit dem Vorgängeralbum Children of God hatten die als Power-Rock-Band gestarteten Swans bereits eine Entwicklung zu komplexeren Arrangements und Kompositionen durchlaufen. Unter Laswells Leitung und durch den Einsatz folkloristischer Instrumente (unter anderem aus Griechenland, der Türkei und Indien) erhielt das Album einen Anstrich von Folk-, Ethno- und Weltmusik. Gira war unzufrieden mit den Ergebnissen, und es kam zu anhaltenden Auseinandersetzungen während der Produktionsphase.
The Burning World blieb die einzige Major-Label-Veröffentlichung der Swans: Aufgrund der hinter den Erwartungen zurückbleibenden Verkaufszahlen wurde der Vertrag von MCA gekündigt.
2003 veröffentlichte Gira das Album auf einer streng limitierten, nicht wieder aufgelegten Kompilations-CD mit dem Titel Forever Burned auf seinem eigenen Label Young God Records. Die Stücke Can't Find My Way Home, (She's a) Universal Emptiness, Saved, I Remember Who You Are und God Damn the Sun sind auf der noch erhältlichen Kompilation Various Failures (1999) vertreten.
2012 erschien eine Neuauflage auf dem kalifornischen Label Water.

## Titelliste
1. The River that Runs with Love Won't Run Dry – 4:16
2. Let it Come Down – 4:28
3. Can't Find My Way Home – 4:48
4. Mona Lisa, Mother Earth – 4:16
5. (She's a) Universal Emptiness – 4:02
6. Saved – 4:11
7. I Remember Who You Are – 4:24
8. Jane Mary, Cry One Tear – 3:48
9. See No More – 5:30
10. God Damn the Sun – 4:23

## Coverfoto
Auf dem Cover ist das Foto Calla Lily des Fotografen Robert Mapplethorpe abgebildet, das auch auf den Single-Auskopplungen Saved und Can't Find My Way Home Verwendung fand.

## Rezeption
The Burning World wurde von Kritikern und Hörern gemischt aufgenommen. So vergleichsweise einig man sich bei der kompositorischen Qualität war, so beinahe einhellig wurde die von vielen als zu eingängig empfundene Produktion kritisiert.
Ned Raggets Urteil (1½ von 5 Sternen) von Allmusic war vernichtend:

„Nur wenig ragt von dem heraus, was die Swans unverwechselbar macht. Es überwiegt ein leicht melancholischer, akustischer "Weltmusik"-Rock mit elektrisch verstärkten Schattierungen; dieser bleibt letztlich konturlos, ohne die dramatische Wucht, die die Swans auszeichnet, ob sie nun laut oder leise aufspielen. Keine Frage, es gibt ein paar erwähnenswerte Stücke […] Von diesen abgesehen, ist The Burning World eine komplette Enttäuschung.“

Etwas versöhnlicher urteilte Creaig Dunton auf Brainwashed.com:

„Wenn auch keineswegs überragend, so haben doch viele Stücke als starke Kompositionen Bestand […] Es ist nicht schwer zu verstehen, warum Gira und viele Fans diese Scheibe als alles andere als herausragend kritisieren. Es ist zu sehr auf Hochglanz poliert, auf schlechte Art und Weise […] aber es ist immer noch besser als viele einen glauben machen möchten.“